# Working Class Hero
Working Class Hero (česky Hrdina dělnické třídy) je píseň Johna Lennona z prvního alba John Lennon/Plastic Ono Band po rozpadu The Beatles.

## Cover verze
Píseň je velmi oblíbená jako cover verze:
- kapela Davida Bowieho Tin Machine
- Cyndi Lauper
- Roger Taylor
- Marilyn Manson
- Noir Désir
- Ozzy Osbourne
- Manic Street Preachers
- Green Day
- Screaming Trees